# Митрофанов, Пётр Васильевич
Пётр Васи́льевич Митрофа́нов (1901 — 28 января 1938, Москва) — деятель ВКП(б), 1-й секретарь Оренбургского областного комитета ВКП(б). Входил в состав особой тройки НКВД СССР. Репрессирован.

## Биография
Родился в 1901 году. Вступил в РКП(б) в 1919 году. В составе РККА участвовал в Гражданской войны. После демобилизации работал в партийных структурах.
С 1936 года по 11 июля 1937 года работал 2-м секретарём Оренбургского обкома ВКП(б). Затем, постановлением II-го пленума Оренбургского областного комитета ВКП(б) был назначен 1-м секретарём и в этой должности проработал до 1 октября 1937 года. Этот период для него отмечен вхождением в состав особой тройки, созданной по приказу НКВД СССР от 30.07.1937 № 00447 и активным участием в сталинских репрессиях.
Арестован 29 сентября 1937 года на пленуме Оренбургского обкома ВКП(б). Приговорён к ВМН ВКВС СССР 28 января 1938 г. Обвинялся по статьям 58-8, 58-11 УК РСФСР. Расстрелян в день вынесения приговора в Москве.
Реабилитирован в 26 мая 1956 г. определением ВКВС СССР за отсутствием состава преступления.